# Wonford
Wonford – osada w Anglii, w Devon. Leży 2,5 km od centrum miasta Exeter, 59,7 km od miasta Plymouth i 254,5 km od Londynu. Wonford jest wspomniana w Domesday Book (1086) jako Wenford/Wenfort.